# Sárgacsőrű gébics
A sárgacsőrű gébics (Corvinella corvina) a madarak osztályának verébalakúak (Passeriformes) rendjén belül a gébicsfélék (Laniidaee) családjába tartozó Corvinella nem egyetlen faja.

## Rendszerezés
A Corvinella nembe sorolt másik fajt a szarkagébicset Urolestes melanoleucus külön nembe helyezték, de ezt még nem minden szakértő fogadja el.

## Előfordulása
Afrikában Benin, Bissau-Guinea, Burkina Faso, Kamerun, a Közép-afrikai Köztársaság, Csád, a Kongói Demokratikus Köztársaság, Elefántcsontpart, Gambia Ghána, Guinea, Kenya, Mali, Mauritánia, Niger, Nigéria, Szenegál, Sierra Leone, Szudán, Togo és Uganda területén honos. Nyílt és száraz erdők és szavannák lakója.

## Alfajai
- Corvinella corvina affinis
- Corvinella corvina caliginosa
- Corvinella corvina chapini
- Corvinella corvina corvina
- Corvinella corvina togoensis

## Megjelenése
Testhossza 18 centiméter.
|  |